# David Kirke
Sir David Kirke (Dieppe, 1597 – Londra, 1654) è stato un navigatore inglese.
Fu il capo della spedizione che si impossessò di Québec nel 1629 e più tardi divenne governatore di Terranova.

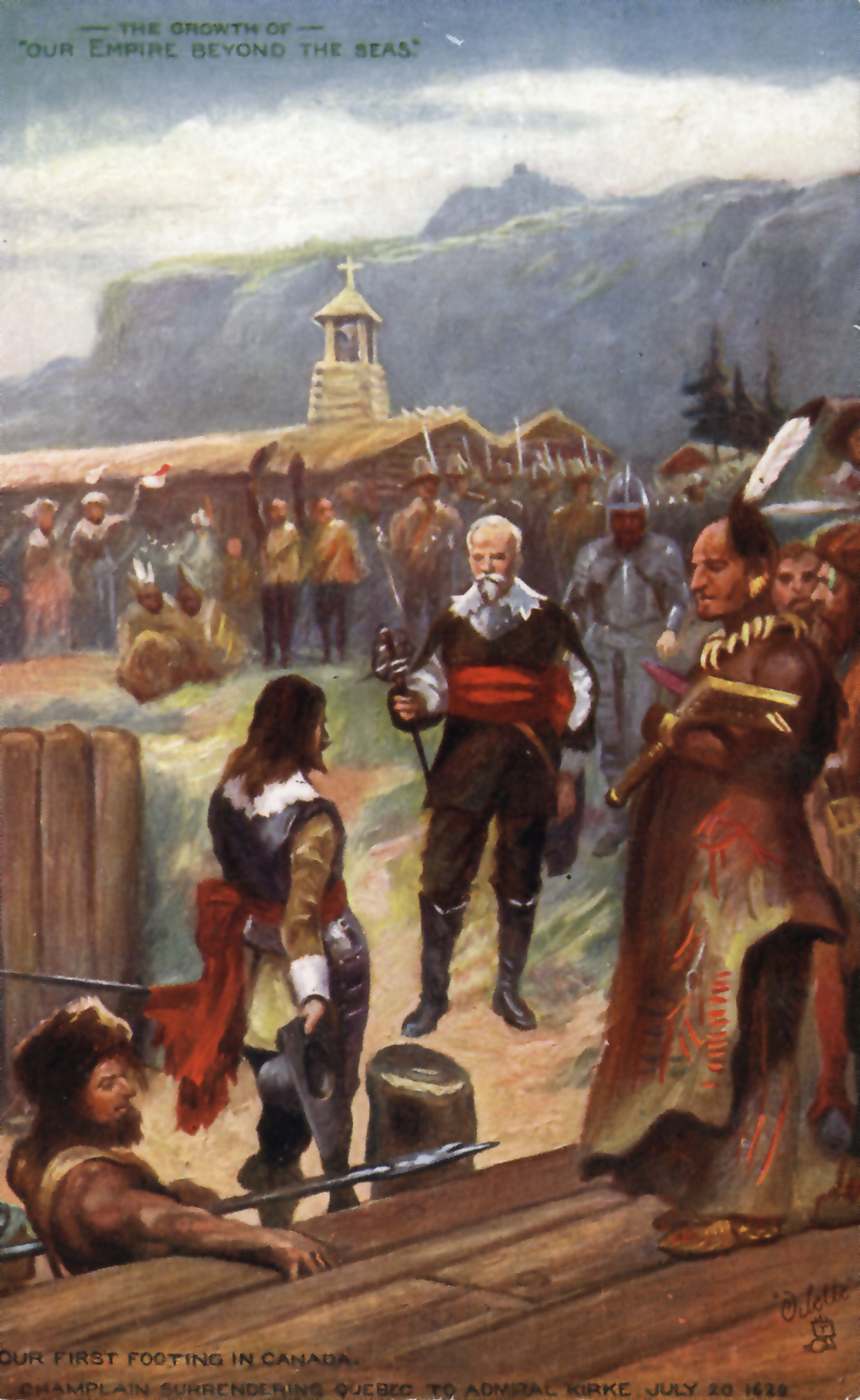
Champlain (al centro) si arrende all'ammiraglio Kirke il 20 luglio 1629.

## Biografia
David era il primogenito dei cinque figli di Jarvis Kirke, un mercante attivo a Londra e a Dieppe, e di Elizabeth Gowding. Nel 1627 venne incaricato da re Carlo I di scacciare i francesi dal "Canida". Accompagnato dai fratelli James, Thomas, Lewis e John, David Kirke partì con tre vascelli, forse anche scortati da una flottiglia, alla volta del Nordamerica. Dopo aver risalito il San Lorenzo la flotta di Kirke riesce ad occupare Tadoussac, emporio che si trovava a poche miglia da Québec, e fece pervenire a Samuel de Champlain la richiesta di capitolazione del forte. Champlain, che sperava nell'arrivo dei soccorsi dalla Francia, rifiutò la resa e così Kirke rinunciò ad attaccare Québec. Dopo aver ridisceso il San Lorenzo, le navi di Kirke si imbatterono in una flotta francese comandata da Claude Roquemont de Brison. Dopo una breve schermaglia, gli inglesi uscirono vincitori dalla battaglia.
Forti di questo successo, i fratelli Kirke chiesero alla corona inglese il privilegio di commerciare e colonizzare il Canada, ma trovarono il veto di sir William Alexander, impegnato nella colonizzazione della Nova Scotia. Le due parti si accordarono di formare la Company of Adventurers to Canada che aveva lo scopo di fondare una colonia anglo-scozzese a Tadoussac. David Kirke partì nuovamente per il Canada all'inizio del 1629 per poi assediare Québec ormai ridotta alla fame, così gli inglesi occuparono la cittadina. Nel frattempo la Francia e l'Inghilterra firmarono il trattato di pace e solo nel 1632 Québec venne restituita alla Francia.
Come riconoscimento dei suoi servigi, David Kirke divenne cavaliere nel 1633. Ottenne anche il privilegio di commerciare a Terranova e successivamente divenne anche governatore. Durante la Guerra civile inglese fu dalla parte del re. Nel 1651 venne richiamato in Inghilterra perché doveva rispondere dell'accusa di aver trattenuto i beni del governo. Venne messo in carcere, dove morì nel 1654.